# Milánó megye
Milánó megye (olaszul: Provincia di Milano) Olaszország Lombardia régiójának egyik megyéje. Székhelye Milánó.

## Fekvése
Milánó megye Varese, Monza e Brianza, Bergamo, Cremona, Lodi, Pavia, Novara, province of Como és province of Varese megyékkel határos.

## Községek(comuni)
- Abbiategrasso
- Albairate
- Arconate
- Arese
- Arluno
- Assago
- Baranzate
- Bareggio
- Basiano
- Basiglio
- Bellinzago Lombardo
- Bernate Ticino
- Besate
- Binasco
- Boffalora sopra Ticino
- Bollate
- Bresso
- Bubbiano
- Buccinasco
- Buscate
- Bussero
- Busto Garolfo
- Calvignasco
- Cambiago
- Canegrate
- Carpiano
- Carugate
- Casarile
- Casorezzo
- Cassano d’Adda
- Cassina de’ Pecchi
- Cassinetta di Lugagnano
- Castano Primo
- Cernusco sul Naviglio
- Cerro al Lambro
- Cerro Maggiore
- Cesano Boscone
- Cesate
- Cinisello Balsamo
- Cisliano
- Cologno Monzese
- Colturano
- Corbetta
- Cormano
- Cornaredo
- Corsico
- Cuggiono
- Cusago
- Cusano Milanino
- Dairago
- Dresano
- Gaggiano
- Garbagnate Milanese
- Gessate
- Grezzago
- Gudo Visconti
- Inveruno
- Inzago
- Lacchiarella
- Lainate
- Legnano
- Liscate
- Locate di Triulzi
- Magnago
- Marcallo con Casone
- Masate
- Mediglia
- Melegnano
- Melzo
- Mesero
- Milánó
- Morimondo
- Motta Visconti
- Nerviano
- Nosate
- Novate Milanese
- Noviglio
- Ossona
- Ozzero
- Paderno Dugnano
- Parabiago
- Paullo
- Peschiera Borromeo
- Pessano con Bornago
- Pieve Emanuele
- Pioltello
- Pogliano Milanese
- Pozzo d’Adda
- Pozzuolo Martesana
- Pregnana Milanese
- Rescaldina
- Rho
- Robecchetto con Induno
- Robecco sul Naviglio
- Rosate
- Rozzano
- San Colombano al Lambro
- San Donato Milanese
- San Giorgio su Legnano
- San Giuliano Milanese
- San Vittore Olona
- San Zenone al Lambro
- Santo Stefano Ticino
- Sedriano
- Segrate
- Senago
- Sesto San Giovanni
- Settala
- Settimo Milanese
- Trezzano Rosa
- Trezzano sul Naviglio
- Trezzo sull’Adda
- Tribiano
- Truccazzano
- Turbigo
- Vanzaghello
- Vanzago
- Vaprio d’Adda
- Vermezzo
- Vernate
- Vignate
- Villa Cortese
- Vimodrone
- Vittuone
- Vizzolo Predabissi
- Zelo Surrigone
- Zibido San Giacomo
- Gorgonzola
- Magenta
- Opera
- Pero
- Rodano
- Solaro
- Pantigliate